# Youghiogheny (rivier)
De Youghiogheny is een rivier van ongeveer 210 km lengte in het westen van Maryland en het zuiden van Pennsylvania in de Verenigde Staten. Vlak na de oorsprong in Garrett County (Maryland) komt de rivier uit in het Silver Lake in Preston County (West Virginia) en vervolgt haar weg bij het verlaten van dat meertje noordoostwaarts naar Maryland en verder naar Pennsylvania.
In het plaatsje Confluence in Pennsylvania mondt de Casselman uit in de Youghiogheny een honderdtal meters nadat de Laurel Hill Creek zich bij de Casselman gevoegd heeft.
De naam Youghiogheny betekent ‘rivier die in tegenovergestelde richting stroomt’ in het Unami, een begin 21e eeuw uitgestorven Algonkische taal.
- Library of Congress Control Number: sh85149260
- National Archives and Records Administration: 10046832
- Nationale Bibliotheek van Israël: 987007531985605171
- Virtual International Authority File: 316747071